# 餡餅稅

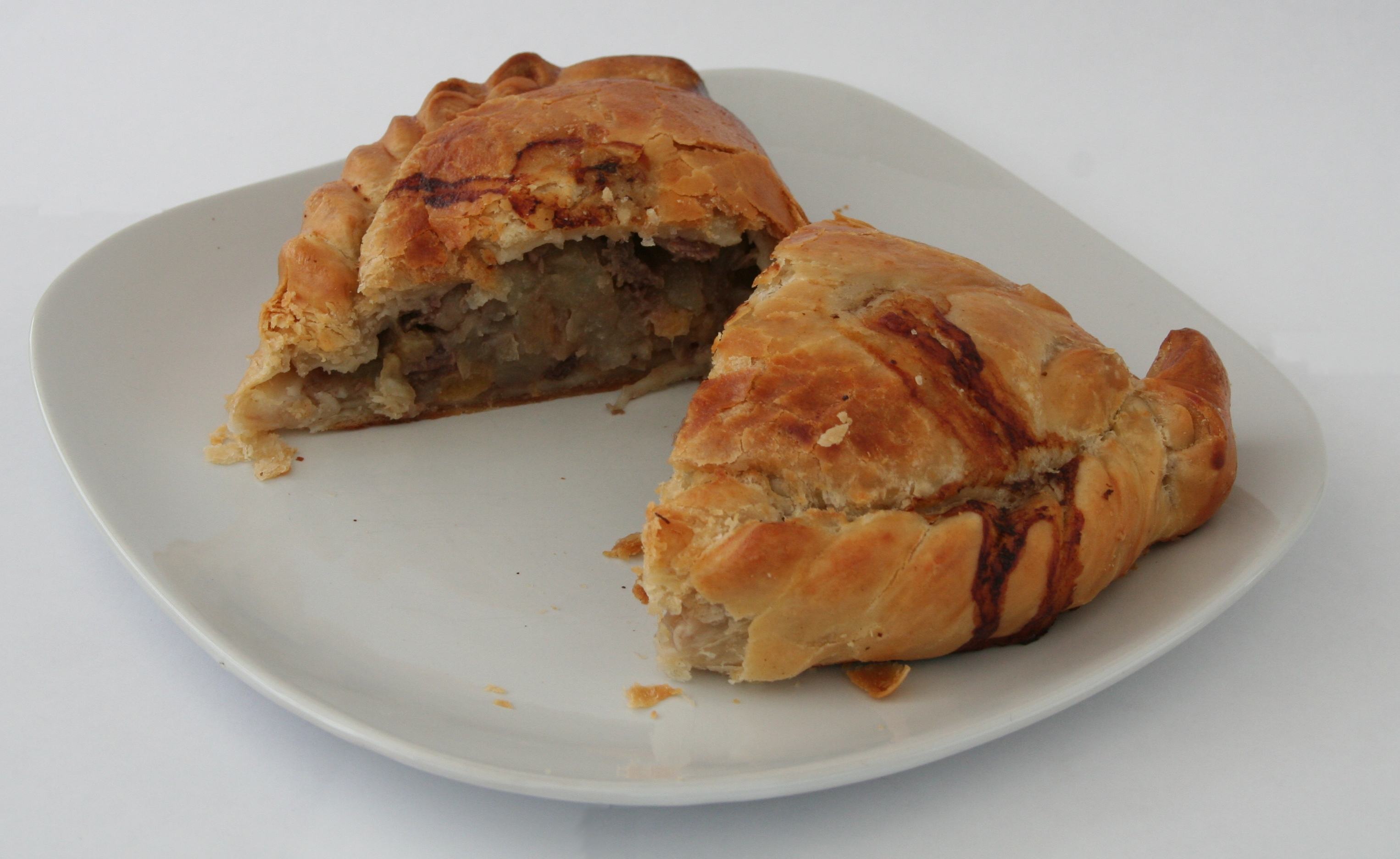
一塊切開的康瓦爾餡餅

餡餅稅（英語：Pasty tax）是英國媒體形容英國財政大臣歐思邦在2012年英國財政預算案提出向所有外帶熱食徵收20%增值稅，這使所有熱吃例如香腸捲和康瓦爾餡餅等食物價格提高。

## 背景
根據當時法例，大部份外帶熱食和家中準備的食品都不需要增值稅，但在餐廳購買的食品和外帶熱食均需徵收20%增值稅。英国政府认为这是一种钻空子的行为，於是收紧这方面法律，及增加財政收入。根據新修訂法律，所有拿出烤箱后仍需被保温的食物都需要徵收增值稅，這導致大部份超市和麵包店的食品都需要漲價。

## 反對聲音
這一提議在英國遭到極大反對。反對派工黨議員約翰·曼質問財政大臣歐思邦，上一次吃康瓦爾餡餅是甚麼時侯的事情，歐思邦答道不記得，這回答被指執政的保守黨不知民間疾苦。首相戴维·卡梅伦表示他最近在利茲站才吃了，事實上該車站的西康瓦爾餡餅公司分店在2年前已結業。
餡餅稅使一些連鎖麵包公司受到最大影響，例如英國最大的麵包公司Greggs的主要產品價格上各，使銷售下降及導致一些門店被迫結業。反對這稅項的請愿書有超過50萬人簽名。卡梅伦表示這政策是保護餐廳免被不用被徵稅的店舖有價格優勢競爭。
由於普羅大眾反對，歐思邦最終在5月不得不大幅修訂此政策，實質上是调头。